# Estables
Ne doit pas être confondu avec Les Estables.
Estables (en occitan Estaples) est une ancienne commune française, située dans le département de la Lozère en région Occitanie. Depuis le 1er janvier 2019, elle est une commune déléguée de Monts-de-Randon.
Ses habitants sont appelés les Establiens et Establiennes. Cette commune fut victime des attaques de la bête du Gévaudan au XVIIIe siècle.

## Géographie
Le village d'Estables est traversé par le cours d'eau de la Tartaronne, affluent de la Colagne et du Lot.
La commune se trouve dans la région de la Margeride, un espace granitique caractérisé par d'immenses pâturages entrecoupés de bois, de prés, de landes et de ruisseaux. Le Truc de Fortunio, un peu plus au sud, domine la commune de ses 1 552 mètres, et est aussi le point culminant de la Margeride.

### Communes limitrophes
| Saint-Denis-en-Margeride, Les Laubies | La Villedieu (Monts-de-Randon)       | Saint-Sauveur-de-Ginestoux (par un quadripoint) |
| Saint-Amans (Monts-de-Randon)         | Estables                             | Arzenc-de-Randon                                |
|                                       | Rieutort-de-Randon (Monts-de-Randon) |                                                 |

## Toponymie
Du latin stabulum qui signifie étable, écurie, et plus tard hôtellerie.
La commune compte 12 villages : Estables (église, four à pain), Estivareille, Froidviala, la Bastide, la Salassette, la Salesse Haute, la Salesse Basse, les Combettes du Château (château), les Combettes de Rabat, Limousis (four à pain rénové en 2011), Linas, Tartaronne.

## Histoire
Le 1er janvier 2019, la commune fusionne avec Rieutort-de-Randon, Saint-Amans, Servières et La Villedieu pour former la commune nouvelle de Monts-de-Randon dont la création est actée par un arrêté préfectoral du 28 novembre 2018.

## Politique et administration
| Période      | Période  | Identité      | Étiquette | Qualité              |
| ------------ | -------- | ------------- | --------- | -------------------- |
| janvier 2019 | En cours | Alexis Bonnal | DVG       | Agriculteur retraité |

## Démographie
L'évolution du nombre d'habitants est connue à travers les recensements de la population effectués dans la commune depuis 1793. Pour les communes de moins de 10 000 habitants, une enquête de recensement portant sur toute la population est réalisée tous les cinq ans, les populations de référence des années intermédiaires étant quant à elles estimées par interpolation ou extrapolation. Pour la commune, le premier recensement exhaustif entrant dans le cadre du nouveau dispositif a été réalisé en 2005.

En 2016, la commune comptait 165 habitants, en évolution de −5,17 % par rapport à 2010 (Lozère : +0,11 %, France hors Mayotte : +2,11 %).
| 1793 | 1800 | 1806 | 1821 | 1831 | 1836 | 1841 | 1846 | 1851 |
| ---- | ---- | ---- | ---- | ---- | ---- | ---- | ---- | ---- |
| 500  | 300  | 639  | 657  | 650  | 643  | 634  | 624  | 613  |

| 1856 | 1861 | 1866 | 1872 | 1876 | 1881 | 1886 | 1891 | 1896 |
| ---- | ---- | ---- | ---- | ---- | ---- | ---- | ---- | ---- |
| 629  | 556  | 606  | 568  | 582  | 621  | 636  | 635  | 575  |

| 1901 | 1906 | 1911 | 1921 | 1926 | 1931 | 1936 | 1946 | 1954 |
| ---- | ---- | ---- | ---- | ---- | ---- | ---- | ---- | ---- |
| 625  | 721  | 644  | 640  | 579  | 475  | 502  | 457  | 439  |

| 1962 | 1968 | 1975 | 1982 | 1990 | 1999 | 2005 | 2006 | 2010 |
| ---- | ---- | ---- | ---- | ---- | ---- | ---- | ---- | ---- |
| 401  | 362  | 277  | 235  | 196  | 171  | 147  | 151  | 174  |

| 2015 | 2016 | - | - | - | - | - | - | - |
| ---- | ---- | - | - | - | - | - | - | - |
| 165  | 165  | - | - | - | - | - | - | - |

Début 2016, la commune compte près de 150 logements, dont la moitié sont des résidences secondaires.

## Culture locale et patrimoine

### Lieux et monuments
- Château de Combettes.
- Vestiges de l'ancien château de Randon.